# De Latre (familie)
Huis de Latre was een Zuid-Nederlandse adellijke familie.

## Geschiedenis
Het eerste lid van deze familie dat adellijke status kreeg, was Jacques de Latre die in 1589 door koning Filips II van Spanje in de adel werd opgenomen. In 1657 kreeg Ernest de Latre een attest van oude adel vanwege koning Filips IV van Spanje. In 1715 werd in naam van de Franse koning Lodewijk XV, toen nog een kind, de heerlijkheid van Neuville tot graafschap verheven, ten gunste van Christophe de Latre.
Pierre de Latre, heer van Feignies, La Hutte en Bosqueau (1633-1722), een broer van Christophe de Latre, was in tweede huwelijk getrouwd met Marie-Catherine de Landas. Ze hadden drie zoons die aan de oorsprong lagen van drie familietakken de Latre de Ressay of de Ressaix, de Latre de la Hutte en de Latre de Bosqueau.

## De Latre de Ressaix
- De oudste zoon van Pierre de Latre, was Roger-Florent de Latre (1674-1762), heer van Feignies en Ressaix, die getrouwd was met Anne de Schellaert.
  - Adrien Roger Lamoral Christian Joseph de Latre (°1721), heer van Feignies, luitenant in de Gardes Wallonnes, was getrouwd met Marie-Catherine de la Catoire.
    - Charles Henri Joseph de Latre de Ressay (Mechelen, 25 november 1758 - 1830) trouwde in 1786 met Henriette Flameng (°1757), was heer van Annay, Portionville, Maulcourt en Ressaix. Hoe hij de revolutiejaren en het Franse keizerrijk doorliep is niet te achterhalen. In 1816, ten tijde van het Verenigd Koninkrijk der Nederlanden, werd hij erkend in de erfelijke adel en benoemd in de Ridderschap voor de provincie Henegouwen. Hij overleed kinderloos, wat het einde betekende van deze familietak.

## De Latre de la Hutte
- De tweede zoon van Pierre de Latre was Philippe de Latre (1678-1755), die getrouwd was met Marie Le Boucq d'Espinoy (1687-1749).
  - Lamoral de Latre (1716-1776), heer de la Hutte, was getrouwd met Françoise de la Barre (1728-1779).
    - Maximilien de Latre (1768-1796), heer de la Hutte, was getrouwd met Hélène Frantzen (1767-1807).
      - Benoît Maximilien Lambert de Latre de la Hutte (Leuven, 7 september 1796 - Brussel, 2 mei 1878), was getrouwd met Gabrielle d'Espiennes (†1842). Hij werd verheven in de erfelijke adel in 1821.
      - Henri de Latre (1869-1955) verkreeg in 1904 de titel burggraaf, en trouwde met Damide Drion (1871-1947), met afstammelingen tot heden.

## De Latre de Bosqueau
- De derde zoon van Pierre de Latre, Lamoral de Latre (1679-1720), heer van Bosqueau, trad in tweede huwelijk met Marie de Namur de Joncret.
  - Jean-Baptiste de Latre (1750-1834), heer van Bosqueau, trouwde met Marie de Biseau de Familleureux.
    - Hippolyte de Latre (1786-1858), officier onder het Franse keizerrijk, trouwde met Pauline du Pré (1796-1852).
      - Eugène François Joseph de Latre de Bosqueau (Bergen, 3 mei 1830 - 22 april 1887) verkreeg in 1862 erkenning in de erfelijke adel. Hij trouwde met Victoria de Patoul Fleuru (1839-1909) en ze kregen twaalf kinderen.
        - Henri de Latre de Bosqueau (1869-1955) verkreeg in 1904 de titel burggraaf, overdraagbaar bij eerstgeboorte. Hij trouwde met Damide Drion (1871-1947) en ze hebben afstammelingen tot heden.